# Arwed-Rossbach-Schule Leipzig
Die Arwed-Rossbach-Schule – Berufliches Schulzentrum der Stadt Leipzig ist eine Bildungseinrichtung im Leipziger Stadtteil Grünau-Mitte, die sich am Standort Am kleinen Feld 5 als Berufliches Schulzentrum entwickelt hat. Getragen von der Stadt Leipzig, vereint die Schule verschiedene Ausbildungsgänge im dualen System sowie schulische Bildungswege, darunter das Berufliche Gymnasium mit den Fachrichtungen Informations- und Kommunikationstechnologie, Bautechnik und seit 2024/25 Gestaltungs- und Medientechnik. Ihren Namen erhielt die Institution 2007 in Würdigung des Architekten Max Arwed Roßbach (1844–1902), dessen historistische Bauten wie die Bibliotheca Albertina das Leipziger Stadtbild bis heute prägen. Sie wurde mehrfach ausgezeichnet als Europaschule, digitale Schule und MINT-freundliche Schule.

## Geschichte
Die Arwed-Rossbach-Schule in Leipzig besteht seit 1992. Sie entstand in der Zeit der deutschen Wiedervereinigung, als das Bildungssystem in Ostdeutschland neu strukturiert wurde.

### Gründung und  Entwicklung
Die Schule entstand  durch die Zusammenlegung der Berufsbildenden Schulen 10 und 11 der Stadt Leipzig. Diese Fusion war Teil einer umfassenden Reform des beruflichen Schulwesens nach dem Ende der DDR, die darauf abzielte, die duale Ausbildung nach westdeutschem Vorbild zu etablieren. Das heutige Schulgebäude im Leipziger Stadtteil Grünau wurde bereits 1982 errichtet, ursprünglich als Teil des DDR-Bildungssystems konzipiert. In den 1990er-Jahren stieß die Schule jedoch schnell an ihre Kapazitätsgrenzen, sodass zwischen 1995 und 2007 mehrere Erweiterungsbauten hinzukamen, darunter eine Werkhalle für praktischen Unterricht. In dieser Phase trug die Einrichtung den Namen Berufliches Schulzentrum 6 (BSZ 6) und konzentrierte sich auf die Ausbildung in Bauberufen sowie im Bereich Wirtschaft und Verwaltung.

### Namensgebung und Profilierung
Im Juli 2007 erhielt das BSZ 6 den Namen Arwed-Rossbach-Schule, gewürdigt wurde damit der Architekt und Stadtrat Max Arwed Rossbach (1844–1902), dessen Wirken das Leipziger Stadtbild im 19. Jahrhundert maßgeblich prägte. Rossbach, der unter anderem die Bibliotheca Albertina und mehrere sozialreformerische Wohnprojekte realisierte, symbolisierte fortan den Anspruch der Schule, technische Kompetenz mit gesellschaftlicher Verantwortung zu verbinden. Parallel zur Namensgebung erweiterte die Schule ihr Bildungsangebot: Das Berufliche Gymnasium wurde eingeführt, das in den Fachrichtungen Bautechnik sowie Informations- und Kommunikationstechnologie zur allgemeinen Hochschulreife führt. Zudem intensivierte die Schule internationale Partnerschaften, darunter mit Berufsschulen in Brno (Tschechien), Wrocław (Polen) und Kaliningrad (Russland), die den interkulturellen Austausch und praxisnahe Projekte förderten.

### Modernisierung und aktuelle Entwicklungen
Seit 2020 positioniert sich die Arwed-Rossbach-Schule als Europaschule mit digitalem Schwerpunkt. Die Ausstattung wurde um moderne Fachkabinette, ein Internetcafé und digitale Lernplattformen erweitert. Die Einführung des neuen Schwerpunkts Gestaltungs- und Medientechnik im Beruflichen Gymnasium erfolgte ab dem Schuljahr 2024/2025 auf die wachsende Nachfrage in kreativ-technischen Berufen. Eine Studienfahrt zur Gedenkstätte Auschwitz im November 2024, bei der Schüler sich kritisch mit der NS-Vergangenheit auseinandersetzen sollten, diente der Vermittlung gesellschaftspolitischer Verantwortung, ein Anliegen, das auch im schuleigenen Förderverein verankert ist, der Projekte wie Luftfilteranlagen oder kulturelle Kalender unterstützte.

## Standort und Architektur
Die Arwed-Rossbach-Schule,  befindet sich im Stadtteil Grünau-Nord an der Adresse Am kleinen Feld 3/5 (PLZ 04205). Das Gelände liegt im westlichen Teil der Stadt, eingebettet zwischen der Lützner Straße, der Straße am See und der Leipziger Straße, unweit des Kulkwitzer Sees. Das Einzugsgebiet der Schule erstreckt sich primär auf den Leipziger Westen sowie angrenzende Regionen, da die Bildungseinrichtung als zentraler Standort für duale Ausbildungen in Bauberufen und technischen Fachrichtungen dient. Laut dem sächsischen Schulnetzplan deckt sie unter anderem die Postleitzahlenbereiche 04205, 04207 und 04209 ab, wobei Auszubildende auch aus dem Umland angenommen werden.

### Räumliche Erschließung und Infrastruktur
Das Schulgelände ist über ein straßenseitiges Areal zugänglich, das durch den Öffentlichen Personennahverkehr (ÖPNV)  angebunden ist. Die S-Bahn-Linien S1 und S10 enden an der Haltestelle Miltitzer Allee, von der aus die Schule in wenigen Gehminuten erreichbar ist. Busse der Linien 62, 65 und 66 sowie die Straßenbahnlinie 15 halten an den Stationen Plovdiver Straße und Am kleinen Feld. Das Schulgebäude selbst entstand 1982 im Zuge des Wohnungsbauprogramms der DDR in Grünau und wurde in mehreren Bauabschnitten erweitert, zuletzt durch den Anbau einer Technikhalle für fachpraktischen Unterricht.
Die Fläche des Schulkomplexes umfasst 33 allgemeine Unterrichtsräume, 20 Fachkabinette, eine Turnhalle, eine Mensa mit Cafeteria, eine Bibliothek und ein Internetcafé. Ein eigener Sportplatz oder ein Schwimmbad sind nicht vorhanden, jedoch wird die schuleigene Einfeldsporthalle (29,15 × 13,83 Meter) für Volleyball, Gymnastik und Rehabilitationssport genutzt. Ein Schulgarten oder ökologische Sonderflächen wie Feuchtbiotope sind nicht verzeichnet, allerdings verfügt die Schule seit 2024 über eine Photovoltaikanlage, die zur nachhaltigen Energieversorgung beiträgt.

### Architektonische Gestaltung und Baugeschichte
Die Architektur des Schulgebäudes folgt einem funktional-modernen Stil der 1980er-Jahre, charakterisiert durch klare geometrische Formen und großzügige Verglasungen. Anders als der Namensgeber der Schule, der Historismus-Architekt Arwed Roßbach (1844–1902), dessen Werke wie die Leipziger Universitätsbibliothek oder die Taborkirche von neoromanischen und neorenaissancistischen Stilelementen geprägt sind, steht die Arwed-Rossbach-Schule nicht unter Denkmalschutz. Die schlichte, zweckorientierte Bauweise entspricht den typischen Schulbauten der späten DDR-Zeit, wobei spätere Modernisierungen – etwa die Integration von digitalen Anzeigegeräten in allen Unterrichtsräumen – den Komfort und die Technikinfrastruktur verbesserten.

### Bausubstanz und Umweltfaktoren
Zu konkreten Problemen mit Schadstoffen wie Asbest, PCB oder Formaldehyd liegen keine öffentlich dokumentierten Berichte vor. Die Schule wurde in den 2010er-Jahren umfassend saniert, wobei der Fokus auf der Barrierefreiheit und der Ertüchtigung der Technikhalle lag. Regionalmedien thematisierten in der Vergangenheit eher die Erweiterung des Bildungsangebots als bauliche Mängel, sodass von einer stabilen Bausubstanz auszugehen ist.